# Katastrofa Mi-17 w Pakistanie
Katastrofa Mi-17 w Pakistanie miała miejsce 3 lipca 2009 na północnym zachodzie Pakistanu, w górzystym pograniczu między pasztuńskim regionem Orakzai i przełęczą Chajber. Śmigłowiec produkcji rosyjskiej, należący do pakistańskiej armii, miał przetransportować żołnierzy do miasta Peszawar. Według przedstawicieli wojska wypadek był spowodowany najprawdopodobniej awarią techniczną. Niektóre źródła, w tym lokalni mieszkańcy, mówią o zestrzeleniu helikoptera przez talibów.
Według oficjalnych danych liczba zabitych wyniosła 26, jednak inne źródła podają, że śmierć poniosło 41 osób, w tym 19 członków sił paramilitarnych Frontier Corps, 18 osób z personelu wojskowego oraz 4 osoby należące do załogi śmigłowca.

## Wersja zdarzeń Talibów
Talibowie, mieszkający w pobliża miasta Darra Adam Khel, stwierdzili, że to oni są odpowiedzialni za katastrofę. Przedstawiciel Talibów, identyfikujący się jako Muhammad, powiedział AFP:

"My zestrzeliliśmy helikopter. To był odwet za pakistańską operację militarną w Południowym Waziristanie"

Zostało to zdementowane przez przedstawiciela armii, który oświadczył, że faktycznym powodem katastrofy był "'błąd techniczny'. Następnie dodał, że:

"Bojownicy talibscy często wysuwają nieprawdziwe twierdzenia"